# Johann Philipp Roos
Johann Philipp Roos (* 20. September 1754 in Dhaun; † nach 1823 vermutlich in Coesfeld oder Simmern unter Dhaun) war ein Jurist, Historiker und Archivar im Dienst der Wild- und Rheingrafen zu Salm-Grumbach, der Freiherren von Bourscheid-Burgbrohl-Büllesheim und der Fürsten von Salm-Horstmar.

## Leben
Johann Philipp Roos war ein Sohn von Philipp Caspar Roos (1717–1805) aus Winterburg und der Johanetta Elisabeth Kreutzer aus Meddersheim. Er wurde am 22. September 1754 in der Stiftskirche St. Johannisberg in  Hochstetten-Dhaun getauft. Sein Vater war Amtmann und Hofrat der Wild- und Rheingrafschaft in Dhaun, die von der Linie Salm-Dhaun bzw. ab 1742 Salm-Grumbach regiert wurde.

### Studium in Jena
„Jo. Phil. Roos Bipont.“ immatrikulierte sich am 7. Oktober 1772 an der Universität Jena und studierte die Rechtswissenschaften, die dort Anfang der 1770er Jahre von den Professoren Johann August von Hellfeld, Joachim Erdmann Schmidt, Karl Friedrich Walch, Johann Ludwig Schmidt, Justus Christian Ludwig von Schellwitz, Johann August Reichardt, Gottlieb Eusebius Oelze (1734–1807), Heinrich Gottfried Scheidemantel und Johann Christian Majer vertreten wurden. 1774 wurde „Johann Philipp Roos aus Daun“ in die Jenaer Filiale der Sprachgesellschaft „Deutsche Gesellschaft“ aufgenommen und sprach sich in einer juristischen Prüfungsschrift für die Notwendigkeit einer Beibehaltung der Todesstrafe aus. Im Sinne der Aufklärung, deren Gedanken in Jena vermittelt wurden, nahm Roos ein Jahrzehnt später bei Überlegungen zu den Pflichten eines „Staatsdieners“ Bezug auf den gesellschaftskritischen Roman Faustin oder das philosophische Jahrhundert des Johann Pezzl.
Johann Philipps Bruder Henrich Christian Roos Dhaunensis immatrikulierte sich am 5. Mai 1773 ebenfalls in Jena; 1777 war er Praktikant am Reichskammergericht in Wetzlar. Beide Brüder, „Jean Philippe Roos, de Dhaun, stud. en droits“ und „H. Ch. Roos, J. C., Dhaunensis“, trugen sich in Jena in das Stammbuch von Gottlieb Friedrich Kirschner (* um 1750; † 1781) ein.

### Kanzlei-Advokat in Dhaun
Seit Ende der 1770er Jahre erhielt Johann Philipp Roos für seine historischen Forschungen Zugang zum Rheingräflichen Archiv in Dhaun an der Nahe. Als „Canzley-Advocat zu Dhaun“ und später auch als „Burscheidscher Amtmann zu Merxheim“ ist sein Wohnsitz 1781 bis 1796 in „Rheingrafen-Dhaun“ (in Abgrenzung zu „Daun in der Eifel“) belegt. Für Friedrich Karl von Moser galt Roos 1789 als der „Rheingräfliche gelehrte und emsige Archivarius“, ohne dass seine förmliche Anstellung als Archivar schon zu dieser Zeit belegt ist.

### Amtmann in Merxheim
Johann Philipp Roos wurde (vor 1786) Amtmann der katholischen Freiherren von Bourscheid-Burgbrohl-Büllesheim für ihren Anteil an der zweiherrischen Gemeinde Merxheim an der Nahe, deren Einwohner überwiegend wie Roos selbst evangelisch waren. Amtmann der Vögte von Hunolstein-Steinkallenfels als Mitherren in Merxheim war der ehemalige Zweibrückener Bergrat und steinkallenfelsische Amtmann Johann Anton Kimnach aus Meisenheim. Mit ihm geriet Roos in Streit wegen der Amtsenthebung des Oberschultheißen Schäfer und der Einsetzung eines gemeinsamen neuen Oberschultheißen, der Abhaltung gemeinsamer Amtstage und Rangfragen. Gegen Konrad Klein und Peter Arth führte Roos einen Prozess vor der Niederrheinischen Reichsritterschaft wegen grober Widersetzlichkeit (atrocissima renitentia). Der Schneidermeister Franz Bender in Kirn prozessierte gegen den Amtmann Roos wegen unberechtigter Einziehung der Nachsteuer. Freiherr Christian Philipp Friedrich Vogt von Hunolstein genannt Steinkallenfels (1753–1832) verklagte ihn vor der Niederrheinischen Reichsritterschaft wegen Ausübung der Jagd zu Merxheim.
Noch während er bourscheidscher Amtmann in Merxheim war, widmete Johann Philipp Roos 1796 der Gräfin Auguste Louise zu Solms-Braunfels (1764–1797), verheiratet mit Wild- und Rheingraf Karl Ludwig Wilhelm Theodor von Salm-Grumbach (1729–1799), eine seiner Arbeiten, weil sie dafür bekannt sei, der Beförderung der „Wissenschaften … jede mögliche Unterstützung angedeihen zu lassen“. Roos selbst sah sich nach den französischen Eroberungen von Pfalz und Hunsrück im Ersten Koalitionskrieg in einer ökonomisch „eingeschränkten Lage“.

### Rheingräflicher Archivar zu Dhaun
Nach der französischen Besetzung des Linken Rheinufers 1794 wurden die salmschen Residenzen in Grumbach, Dhaun, Kirn (Salm-Kyrburg) und Gaugrehweiler (Grumbach-Rheingrafenstein) zerstört bzw. aufgegeben. Die gräfliche Familie floh und erhielt im Reichsdeputationshauptschluss 1802/03 als Kompensation die Herrschaft Horstmar im Münsterland zugesprochen. In diesem Zusammenhang wurden auch die bisherigen rheingräflich-salmschen Archive geräumt und – unter Teilverlusten – erst auf das rechte Rheinufer, dann nach Coesfeld verbracht. Das Kyrburger Archiv ist dabei größtenteils verlorengegangen. Nach 1797 erscheint Roos nicht mehr als bourscheidscher Amtmann, aber seit spätestens 1814 als „vormahliger Rheingräflicher Archivar zu Dhaun“. Stelleninhaber unmittelbar vor ihm war möglicherweise Bernhard Lichtenberger (1763–1800) aus Weierbach, seit 1785 rheingräflicher Assessor und Archivar in Grumbach, der 1794–1797 nach Wetzlar floh. Roos war an der Sicherung des Archivgutes beteiligt und hat Papiere „aus den Trümmern des ehemaligen Dhaunschen Archives gerettet“.
Friederike Wilhelmine von Sayn-Wittgenstein-Hohenstein (1767–1849), die dritte Ehefrau und Witwe des Wild- und Rheingrafen Karl Ludwig Wilhelm Theodor von Salm-Grumbach, nahm nach dessen Tod ab 1799 die Vormundschaft und Regentschaft für ihren Sohn Wild- und Rheingraf Friedrich von Salm-Horstmar (1799–1865) wahr. Die reichsunmittelbare Herrschaft Salm-Horstmar endete jedoch bereits 1806, 1816 wurde das Gebiet in eine Standesherrschaft innerhalb Preußens umgewandelt. 1812 hielt sich Roos zu historischen Forschungen in den Rheingräflichen Archiven in Coesfeld auf.

### Privatier in Simmern unter Dhaum
Nach dem Aufenthalt im Münsterland „privatisierte“ Roos ab etwa 1813 in Simmern unter Dhaun. Sein verstorbener Onkel Leopold Friedrich Roos (1733–1806) aus Winterburg, ehemaliger Rheingräflicher Schaffner zu Dhaun, hatte dort den Fabri'schen Hof gepachtet. Bis 1816 veröffentlichte Johann Philipp Roos einige regionalhistorische Arbeiten aus archivalischen Quellen zu Stadt und Oberamt Kreuznach. Eine dieser Arbeiten widmete er 1814 der gemeinsamen bayerisch-österreichischen Landesadministrationskommission mit Sitz in Kreuznach, die nach den Befreiungskriegen das Gebiet südlich der Mosel verwaltete.

### Salm-Horstmarscher Archivar zu Coesfeld
Johann Philipp Roos wurde als Fürstlicher Archivar des Wild- und Rheingrafen Friedrich von Salm-Horstmar mit der Ordnung der erhaltenen Archivalien der ehemaligen Wild- und Rheingräflichen Archive beauftragt, die in das Gebäude des ehemaligen Jesuitenkollegs Coesfeld verbracht worden waren. Er begann 1823 mit der Anlage einer „Registratur des dermahlen sich noch darstellenden Vorraths an den hoch Wild- und Rheingräfl. Dhaun-Grumbachschen privaten Archive bestanden in der Residenz Grumbach“, die unvermittelt abbricht.

## Historische Forschungen

### Geschichte der Wild- und Rheingrafen
Durch Auswertung von Notizen in den Landesrechnungen stellte Johann Philipp Roos eine Vielzahl von Aufenthaltsorten, Sterbedaten oder Begräbnisorten etc. von Mitgliedern der rheingräflichen Familie fest. Besonders intensiv beschäftigte er sich mit Wildgraf Johann zu Dhaun und Grumbach († 1350), Wildgraf Friedrich II. „dem Feisten“ zu Dhaun und Rheingraf zum Stein († 1490), Wild- und Rheingraf Philipp Franz von Dhaun und Salm-Neufville (1518–1561) und seinem Bruder Wild- und Rheingraf Johann Philipp I. von Salm-Dhaun-Neufville (1520–1566). Er edierte viele bis dahin unveröffentlichte Quellen und Urkunden des Archivs, unter anderem Briefe an Heinrich VIII. von England und Kaiser Karl V. oder Briefe von Eduard VI. von England, William Paget, 1. Baron Paget (1506–1563), John Dudley, 1. Duke of Northumberland, Sebastian Schertlin von Burtenbach, Heinrich II. von Frankreich, Karl IX. von Frankreich und Königinmutter Caterina de’ Medici. Über den Berufsweg und das Wirken des Wild- und Rheingräflichen Sekretärs und Hofrates Matthias Dreis († nach 1568) aus Trier, einer „aufgeklärten und verdienten Person“, verfasste Roos eine monographische Darstellung.

### Siegelkunde
In verschiedenen Publikationen untersuchte Roos die Frage, ab wann das im Mittelalter verwendete Siegelwachs durch sogenanntes „spanisches rotes Siegelwachs“, d. h. Siegellack, ersetzt wurde. Den ältesten Beleg für diese Neuerung fand er in einem Schreiben des rheingräflichen Agenten (Bevollmächtigten) Factor Gerhard Hermann, „Diener zu der Krone in Engelant“, vom 3. August 1554 aus London, Reste an einem Brief vom 16. September 1553. Mit schwarzem spanischen Wachs besiegelte Briefe Hermanns fand er vom 28. Dezember 1553 und Februar 1554.
Roos beschäftigte sich auch mit dem Aufkommen von Siegeloblaten. Nachdem Martin von Schwartner einen Beleg von 1603 publiziert hatte, fand Roos im rheingräflichen Archiv drei in Speyer verwendete rote Siegeloblaten von 1618 und weitere Belege aus den Anfangsjahren des Dreißigjährigen Krieges.
Unter den zahlreichen zeitgenössischen Historikern und Archivaren, mit denen sich Johann Philipp Roos über diese Fragen der Diplomatik (Urkundenlehre) bzw. Sphragistik (Siegelkunde) austauschte, waren unter anderem
Philipp Wilhelm Gercken in Worms, Friedrich Karl von Moser in Mannheim, Johann Christoph Gatterer in Göttingen, Christoph Gottlieb von Murr in Nürnberg, Philipp Ernst Spieß auf der Plassenburg in Kulmbach, Johann Beckmann in Göttingen, Johann Daniel Hoffmann in Stuttgart, Johann Georg Meusel in Erlangen, Karl Heinrich von Rauschard (1750–1796) in Dillenburg, Konrad Wilhelm Ledderhose in Kassel oder Martin von Schwartner in Pest (Budapest).

## Werke
- Gedanken von der verschiedenen Denkungs-Art des Kunst-Richters, wenn er tadelt, erörtert bei der Aufnahme in die herzogliche teutsche Gesellschaft auf der Academie Jena, von J. P. R. d. R. B.[55] aus der Hoch- Wild- und Rhein-Grafschaft Dhaun. Strauß, Jena 1774[56][57]
- Erörterung der Frage: Ob die TodesStrafe in Teutschland nothwendig sey? von J. P. R. aus der Hoch- Wild- und Rhein-Grafschaft Dhaun d. R. B. und der herzoglichen teutschen Gesellschaft zu Jena Mitglied. [Strauß], Jena 1774[7]
- Einige Nachrichten von dem Wild- und Rheingrafen Philipp Frantzen von Dhaun[58] dem Vatter der Stiffter der noch im Seegen blühenden Hoch- Wild- und Rheingräflichen Geschlechter als des Hochfürstlich-Salmischen und Hoch- Wild- und Rheingräflich-Grumbachischen Gesamthauses &c. &c. verbunden mit einem kurzen Begriffe von dem Leben dessen Bruders Johann Philipps[59] Königlich Frantzösischem Obersten &c. &c. (Geschrieben Dhaun den 8ten October 1783) / (ab S. 73:) Ein kleiner Nachtrag von der Treue des Rheingrafen Philipp Frantzen gegen den Kaiser Carl den Fünften / (ab S. 76:) Ein kurzer Begriff von den Lebensbegebenheitten des Rheingrafen Johann Philipps von Dhaun des Bruders von dem Rheingrafen Philipp Frantzen, besonders von dessen frantzösischen Kriegesdiensten. Andreä, Frankfurt am Main 1784 (Digitalisat der Niedersächsischen Staats- und Universitätsbibliothek Göttingen)
- Bestätigter Gebrauch aufgestellter Landesrechnungen bei Erforschung der Geschichte, in sofern dieselbe Lebensbegebenheiten, Geburts- Sterbjahre, und Begräbnisörter betrift, mit vier Urkunden, nebst zweien Anhängen, deren Ersterer eine Nachricht von dem Hofrichteramt des Wildgrafen Johanns von Dhaun[60] zur Zeit der Regierung des Kaisers Ludewigs von Baiern in sich enthält, und der Andere einige Anmerkungen aus der Geschichte und Diplomatik liefert. Eichenberg Erben, Frankfurt am Main 1781 (Digitalisat des Landesbibliothekszentrums Rheinland-Pfalz Koblenz)
- Bruchstücke betreffend die Beobachtung der Pflichten eines Staatsdieners sichtbahr aus den Handlungen des Wild- und Rheingräflich-Dhaunischen Raths Mathias Dreiß[61] gesammelt und in einem Schreiben vorgelegt / Einige Bemerkungen von dem ältesten Gebrauche des spanischen rothen Wachses oder des  sogenannten Siegelwachses. Andreä, Frankfurt am Main 1785[9][62] (Digitalisat der Niedersächsischen Staats- und Universitätsbibliothek Göttingen)
- Der sterbende Staatsdiener. Ein verlohrenes aber wieder gefundenes Manuscript; anzusehen als ein Beytrag zu Faustins philosophischem Jahrhunderte[8] in einem Schreiben mitgetheilet von Johann Philipp Roos. Andreä, Frankfurt am Main 1785[9]
- Das von dem Könige Karl dem Neunten und der Königin Katharinen von Frankreich dem erkrankten Wild- und Rheingrafen Joh. Philipp von Dhaun,[59] Königl. Franz. Obersten, gewidmete Monument der zärtlichsten Liebe und Hochachtung. o. O. 1786[9][46]
- Fortgesetzte Aufklärung von dem ältesten Gebrauche des spanischen Siegelwachses nebst einer Berichtigung verschiedener Zweifel des Herrn Geheimen Regierungsraths von Rauschard zu Dillenburg[63] von Johann Philipp Roos Reichsfreyherrlich von Burscheidschen Amtsmann zu Merxheim. Andreä, Frankfurt am Main 1792 (Digitalisat der Bayerischen Staatsbibliothek München)
- Dr. Justus Claproth's Vortrag und Entscheidung der in einem nach dem trauervollen Ableben Sr. Majestät Kaiser Leopold's des Andern zwischen Lutheranern und Reformirten entstandenen Rechtsgange vorgewalteten Frage: Ob das Trauergeläute bey dem Absterben des Kaisers den Eingepfarrten, oder allen Unterthanen obliege? nebst einem philosophischen Bedenken. Andreä, Frankfurt am Main 1795[64] (Digitalisat der Staatsbibliothek zu Berlin)
- Weyland Herrn Philipp Ernst Spieß'es … Angelegentlicher Unterricht von dem ältesten Gebrauche der Siegeloblaten begleitet … wie auch einigen die älteste Bedienung des spanischen Wachses bey der Urkunden-Besieglung bezielenden Bemerkungen von Johann Philipp Roos Reichsfreyherrlich von Burscheidschen Amtmann zu Merxheim an der Nahe. Andreä, Frankfurt am Main 1797 (Google-Books)
- Berichtigung der ersten Geschichte der Stadt-Pfarrkirche auf dem Wörthe zu Creutznach. Von Johann Philipp Roos vormahligem Rheingräflichen Archivar zu Dhaun. Emmerich Joseph Henß, Kreuznach 1814 (Digitalisat des Landesbibliothekszentrums Rheinland-Pfalz Koblenz)
- Probe einer Berichtigung der Nachrichten von den Gräflichen, nachher Chur- und Fürstlichen, Amt- und  Oberamtmännern zu Creuznach. Emmerich Joseph Henß, Kreuznach 1815[65]
- Ein Rheingräflich archivarisches Denckmahl von der Religions-Reformation in der vormahligen vorderen Grafschaft Spanheim-Kreuznach mit besonderem Bezuge auf ähnliche Denckmähler in der auch vormahligen von jener benachbahrten Wild- und Rheingrafschaft … Vorgelegt von Johann Philipp Roos, gewesenem Rheingräflichen Archivare zu Dhaun. Emmerich Joseph Henß, Kreuznach 1816
- (unsicher) Nachrichten von den Rau- und Wildgrafen. o. O. o. J.
- (Handschrift) Zwei Nachträge Urkunden zu dem Repertorium Kyrburg von dem fürstlichen Archivar Joh. Phil. Roos. Fürstlich Salm-Hostmarsche Kammer, Coesfeld 1823;[35] zu: NN. Striethorst:[66] Reste derjenigen Urkunden und Briefschaften, welche nach der 1514 unter den hochgräflichen Häusern Dhaun und Kyrburg nachgeschehenen Teilung im Gewölbe des Schlosses Kyrburg und in der Folge auf dem Rathhause in der Stadt Kirn gemeinschaftlich aufbewahrt wurden. Fürstlich Salm-Hostmarsche Kammer, Coesfeld um 1820, Nachträge Nr. 251–284
- (Handschrift) Registratur des dermahlen sich noch darstellenden Vorrathes an den hoch Wild- und Rheingräflich Dhaun-Grumbachischen privaten Archive bestanden in der Residenz Grumbach (mit historischer Einleitung). Fürstlich Salm-Hostmarsche Kammer, Coesfeld 1823.[35][36]